# العلاقات الشمال مقدونية الكوبية
العلاقات الشمال مقدونية الكوبية هي العلاقات الثنائية التي تجمع بين شمال مقدونيا وكوبا.

## مقارنة بين البلدين
هذه مقارنة عامة ومرجعية للدولتين:
| وجه المقارنة                                              | شمال مقدونيا                                               | كوبا                              |
| --------------------------------------------------------- | ---------------------------------------------------------- | --------------------------------- |
| المساحة (كم2)                                             | 25.71 ألف                                                  | 109.88 ألف                        |
| عدد السكان (نسمة)                                         | 2.08 مليون                                                 | 11.48 مليون                       |
| الكثافة السكانية (ن./كم²)                                 | 80.9                                                       | 104.48                            |
| العاصمة                                                   | إسكوبية                                                    | هافانا                            |
| اللغة الرسمية                                             | اللغة المقدونية، اللغة الألبانية                           | اللغة الإسبانية                   |
| العملة                                                    | دينار مقدوني                                               | بيزو كوبي، بيزو كوبي قابل للتحويل |
| الناتج المحلي الإجمالي (بليون دولار)                      | 11.34 مليار                                                | 87.13 مليار                       |
| الناتج المحلي الإجمالي (تعادل القوة الشرائية) بليون دولار | 29.26 مليار                                                |                                   |
| الناتج المحلي الإجمالي الاسمي للفرد دولار أمريكي          | 4.85 ألف                                                   |                                   |
| الناتج المحلي الإجمالي للفرد دولار أمريكي                 | 16.25 ألف                                                  |                                   |
| مؤشر التنمية البشرية                                      | 0.747                                                      | 0.769                             |
| رمز المكالمات الدولي                                      | +389                                                       | +53                               |
| رمز الإنترنت                                              | .mk                                                        | .cu                               |
| المنطقة الزمنية                                           | توقيت وسط أوروبا، ت ع م+01:00، ت ع م+02:00، أوروبا/سكوبيه ‏ | 00                                |

## منظمات دولية مشتركة
يشترك البلدان في عضوية مجموعة من المنظمات الدولية، منها:
| علم المنظمة | اسم المنظمة                   | تاريخ انضمام شمال مقدونيا | تاريخ انضمام كوبا |
| ----------- | ----------------------------- | ------------------------- | ----------------- |
|             | يونسكو                        | 28 يونيو 1993             | 29 أغسطس 1947     |
|             | الاتحاد البريدي العالمي       | ?                         | ?                 |
|             | منظمة الشرطة الجنائية الدولية | ?                         | ?                 |
|             | الأمم المتحدة                 | 8 أبريل 1993              | 24 أكتوبر 1945    |
|             | الاتحاد الدولي للاتصالات      | 4 مايو 1993               | 16 يناير 1918     |
|             | منظمة حظر الأسلحة الكيميائية  | ?                         | ?                 |
|             | منظمة التجارة العالمية        | ?                         | ?                 |

## وصلات خارجية
- موقع وزارة الخارجية الكوبية